# Nadbudowa (okrętownictwo)

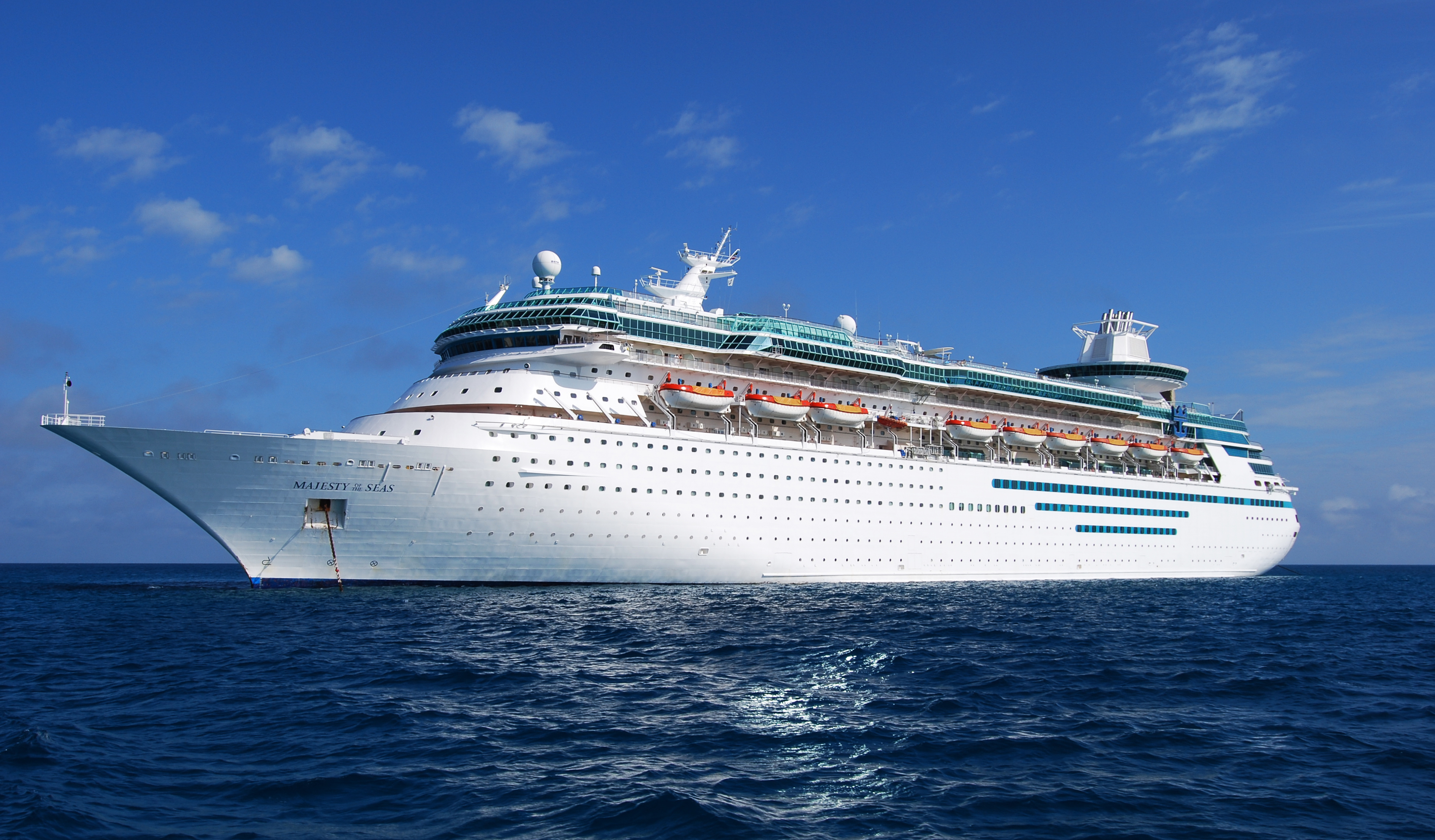
Nadbudowa wycieczkowca „Majesty of the Seas”

Nadbudowa w budownictwie okrętowym – wystająca ponad górny pokład część statku sięgająca od burty do burty. Nadbudowa zwiększa pływalność i wytrzymałość wzdłużną statku. Na współczesnych wycieczkowcach nadbudowa zajmuje większość (nawet do 90%) pokładu i jest w pełni zintegrowana z kadłubem, natomiast na statkach handlowych często spotkać można trzy nadbudowy: na śródokręciu (największa) oraz mniejsze na dziobie (dziobówka) i rufie (rufówka). Nie należy mylić z nadbudówką, której ściany nie dochodzą do burt.